# Kamer van volksvertegenwoordigers (samenstelling 1886-1890)

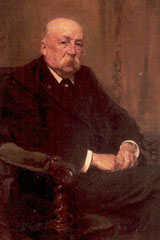
Kamervoorzitter de Lantsheere

De lijst van leden van de Belgische Kamer van volksvertegenwoordigers van 1886 tot 1890. De Kamer van volksvertegenwoordigers telde toen 138 leden. Het nationale kiesstelsel was in die periode gebaseerd op cijnskiesrecht, volgens een systeem van een meerderheidsstelsel, gecombineerd met een districtenstelsel. Iedere Belg die ouder dan 25 jaar was en een bepaalde hoeveelheid cijns betaalde, kreeg stemrecht. Hierdoor was er een beperkt kiezerskorps.
De 17de legislatuur van de Kamer van volksvertegenwoordigers liep van 9 november 1886 tot 17 mei 1890 en volgde uit de verkiezingen van 8 juni 1886. Bij deze verkiezingen werden 69 van de 138 parlementsleden verkozen. Dit was het geval in de kieskringen Gent, Eeklo, Oudenaarde, Aalst, Dendermonde, Sint-Niklaas, Charleroi, Bergen, Doornik, Aat, Thuin, Zinnik, Luik, Verviers, Hoei, Borgworm, Hasselt, Tongeren en Maaseik. Op 12 juni 1888 vonden tussentijdse verkiezingen plaats, waarbij de overige 69 leden verkozen werden. Dit was het geval in de kieskringen Antwerpen, Mechelen, Turnhout, Brussel, Nijvel, Leuven, Brugge, Veurne, Kortrijk, Ieper, Tielt, Roeselare, Oostende, Diksmuide, Aarlen, Marche, Virton, Bastenaken, Neufchâteau, Namen, Philippeville en Dinant.
Tijdens deze legislatuur was de regering-Beernaert (oktober 1884 - maart 1894) in functie. Dit was een katholieke meerderheid.

## Zittingen
In de 17de zittingsperiode (1886-1890) vonden vier zittingen plaats. Van rechtswege kwamen de Kamers ieder jaar bijeen op de tweede dinsdag van november.
| Zitting                | Opening          | Sluiting         |
| ---------------------- | ---------------- | ---------------- |
| 1ste zitting 1886-1887 | 9 november 1886  | 9 augustus 1887  |
| 2de zitting 1887-1888  | 9 november 1887  | 24 mei 1888      |
| 3de zitting 1888-1889  | 13 november 1888 | 10 augustus 1889 |
| 4de zitting 1889-1890  | 12 november 1889 | 21 mei 1890      |

De legislatuur werd op dinsdag 9 november 1886 geopend met een Troonrede voor Verenigde Kamers. Koning Leopold II kondigde hierbij, in het licht van de economische crisis, een belangrijk hervormingsprogramma aan.
Diezelfde dag hield de Kamer van volksvertegenwoordigers haar openingszitting onder voorzitterschap van ouderdomsdeken Désiré de Haerne, bijgestaan door de jongste leden Louis de Baré de Comogne en Georges Warocqué.

## Samenstelling
| Begin legislatuur (1886) | Begin legislatuur (1886) | Begin legislatuur (1886) | Einde legislatuur (1890) | Einde legislatuur (1890) | Einde legislatuur (1890) |
| Fractie                  | Fractie                  | Zetels                   | Fractie                  | Fractie                  | Zetels                   |
| ------------------------ | ------------------------ | ------------------------ | ------------------------ | ------------------------ | ------------------------ |
|                          | Katholieken              | 99                       |                          | Katholieken              | 95                       |
|                          | Liberalen                | 39                       |                          | Liberalen                | 42                       |

Wijzigingen in fractiesamenstelling:
- In 1886 overlijdt de katholiek Julien Renson en neemt de katholiek Gustave Van der Smissen ontslag. Zij worden vervangen door Jules Guillery en Karel Buls, beiden liberalen.
- In 1887 overlijdt de katholiek Louis Carbon. Zijn opvolger wordt de liberaal Ferdinand de Stuers.
- Bij de periodieke verkiezingen van 1888 verliezen de liberalen twee zetels en winnen de katholieken er twee.
- In 1889 overlijdt de katholiek Eugène Stroobant. Zijn opvolger wordt de liberaal Paul Janson.
- In 1889 overlijdt de katholiek Léon de Moerman d'Harlebeke. Zijn opvolger wordt de liberaal Hippolyte Lippens.
- Op 5 mei 1890 overlijdt de katholiek Edmond van der Linden d'Hooghvorst. Hij wordt niet meer vervangen.

## Lijst van de volksvertegenwoordigers
| Volksvertegenwoordiger             | Partij    | Kieskring     | Opmerkingen |
| ---------------------------------- | --------- | ------------- | --- |
| Alfred Guyot                       | Katholiek | Antwerpen     | |
| Edward Coremans                    | Katholiek | Antwerpen     | |
| Victor Jacobs                      | Katholiek | Antwerpen     | |
| Jean-Baptiste De Winter            | Katholiek | Antwerpen     | |
| Eugène Meeus                       | Katholiek | Antwerpen     | |
| Jan De Laet                        | Katholiek | Antwerpen     | |
| Jacques Van den Bemden             | Katholiek | Antwerpen     | Vervangt vanaf 1 maart 1889 Edward Osy de Zegwaart, die provinciegouverneur van Antwerpen wordt. |
| Eugène de Decker                   | Katholiek | Antwerpen     | |
| Albert Alexandre Lefebvre          | Katholiek | Mechelen      | Vervangt vanaf 12 november 1889 de overleden Louis Lefebvre. Louis Lefebvre was quaestor tot aan zijn dood op 26 augustus 1889. |
| Jean Notelteirs                    | Katholiek | Mechelen      | |
| Victor Emile Fris                  | Katholiek | Mechelen      | |
| Alphonse Nothomb                   | Katholiek | Turnhout      | |
| Jean-Baptiste Coomans              | Katholiek | Turnhout      | |
| Petrus Dierckx                     | Katholiek | Turnhout      | Vervangt vanaf 8 maart 1887 de overleden Eugène de Zerezo de Téjada. De Zerezo de Téjada was quaestor tot aan zijn overlijden op 7 februari 1887. |
| Henri de Merode-Westerloo          | Katholiek | Brussel       | Secretaris. |
| Jean Bilaut                        | Katholiek | Brussel       | |
| Jules de Borchgrave                | Katholiek | Brussel       | |
| Edmond Mesens                      | Katholiek | Brussel       | Vervangt vanaf 14 november 1888 Charles Delebecque, die niet meer opkwam bij de tussentijdse verkiezingen. |
| Jules Desmedt                      | Katholiek | Brussel       | |
| Léon de Somzée                     | Katholiek | Brussel       | |
| Adrien d'Oultremont                | Katholiek | Brussel       | |
| Alphonse Casse                     | Katholiek | Brussel       | Vervangt vanaf 14 november 1888 Jean Merjay, die niet meer opkwam bij de tussentijdse verkiezingen. |
| Edmond Nerincx                     | Katholiek | Brussel       | Vervangt vanaf 14 november 1888 Louis Systermans, die niet meer opkwam bij de tussentijdse verkiezingen. |
| Louis Powis de Tenbossche          | Katholiek | Brussel       | Vervangt vanaf 14 november 1888 Etienne Henrard, die niet meer opkwam bij de tussentijdse verkiezingen. |
| Eugène Parmentier                  | Katholiek | Brussel       | |
| Ernest Slingeneyer                 | Katholiek | Brussel       | |
| Charles Simons                     | Katholiek | Brussel       | |
| Camille Jacmart                    | Katholiek | Brussel       | Vervangt vanaf 14 november 1888 Jules Guillery (Liberaal), die bij de tussentijdse verkiezingen niet herkozen raakte. Guillery zelf verving vanaf 10 november 1886 Gustave Van der Smissen (Katholiek), die ontslag nam wegens betrokkenheid bij een moordzaak. |
| Paul Janson                        | Liberaal  | Brussel       | Vervangt vanaf 14 juni 1889 de overleden Eugène Stroobant (Katholiek). |
| Karel Buls                         | Liberaal  | Brussel       | Vervangt vanaf 10 november 1886 de overleden Julien Renson (Katholiek). |
| Frans Schollaert                   | Katholiek | Leuven        | Vervangt vanaf 14 november 1888 Alphonse de Becker, die niet meer opkwam bij de tussentijdse verkiezingen. |
| Jules de Trooz                     | Katholiek | Leuven        | Vervangt vanaf 23 december 1889 de overleden Charles Delcour. |
| Louis Halflants                    | Katholiek | Leuven        | |
| Edouard De Néeff                   | Katholiek | Leuven        | |
| Joseph-Adrien Beeckman             | Katholiek | Leuven        | |
| Georges Snoy                       | Katholiek | Nijvel        | Secretaris vanaf 20 november 1888. |
| Léon Pastur                        | Katholiek | Nijvel        | |
| Eugène Dumont                      | Katholiek | Nijvel        | |
| Emile Henricot                     | Liberaal  | Nijvel        | Vervangt vanaf 20 november 1888 Jules de Burlet (Katholiek), die bij de tussentijdse verkiezingen niet herkozen raakte. De Burlet was secretaris tot 19 mei 1888.                                                                                               |
| Amedée Visart de Bocarmé           | Katholiek | Brugge        | |
| Adolphe Declercq                   | Katholiek | Brugge        | Vervangt vanaf 1 maart 1888 de overleden Emile De Clercq. |
| Alfred Ronse                       | Katholiek | Brugge        | |
| Julien Liebaert                    | Katholiek | Kortrijk      | Vervangt vanaf 24 april 1890 de overleden Désiré de Haerne. |
| Pierre Tack                        | Katholiek | Kortrijk      | Ondervoorzitter. |
| Auguste Reynaert                   | Katholiek | Kortrijk      | |
| Jules Vandenpeereboom              | Katholiek | Kortrijk      | |
| Paul Carbon                        | Katholiek | Oostende      | Vervangt vanaf 14 november 1888 Ferdinand de Stuers (Liberaal), die bij de tussentijdse verkiezingen niet herkozen raakte. De Stuers zelf verving vanaf 27 april 1887 de overleden Louis Carbon (Katholiek).                                                    |
| Théophile de Lantsheere            | Katholiek | Diksmuide     | Parlementsvoorzitter. |
| Léon Visart de Bocarmé             | Katholiek | Veurne        | Quaestor vanaf 12 november 1889. |
| Auguste Beernaert                  | Katholiek | Tielt         | |
| Maurice Van der Bruggen            | Katholiek | Tielt         | Vervangt vanaf 14 november 1888 Adile Eugène Mulle de ter Schueren, die niet meer opkwam bij de tussentijdse verkiezingen. |
| Fernand de Jonghe d'Ardoye         | Katholiek | Roeselare     | Quaestor vanaf 17 februari 1887. |
| Alberic Descantons de Montblanc    | Katholiek | Roeselare     | |
| René Colaert                       | Katholiek | Ieper         | |
| Félix Berten                       | Katholiek | Ieper         | |
| Eugène Struye                      | Katholiek | Ieper         | |
| Charles Woeste                     | Katholiek | Aalst         | |
| Victor Van Wambeke                 | Katholiek | Aalst         | Ondervoorzitter. |
| Louis De Sadeleer                  | Katholiek | Aalst         | Secretaris. |
| Charles Verbrugghen                | Katholiek | Aalst         | |
| Paul Raepsaet                      | Katholiek | Oudenaarde    | Vervangt vanaf 24 mei 1887 de overleden Florent De Bleeckere. |
| Louis Thienpont                    | Katholiek | Oudenaarde    | Vervangt vanaf 24 mei 1887 Joseph Devolder, die ontslag neemt om zijn ministeriële functie beter te kunnen uitoefenen. |
| Ephrem De Malander                 | Katholiek | Oudenaarde    | Vervangt vanaf 5 mei 1887 de overleden Yves Magherman. |
| Paul de Smet de Naeyer             | Katholiek | Gent          | |
| Victor Begerem                     | Katholiek | Gent          | |
| Achille Albert Eeman               | Katholiek | Gent          | |
| Justin Van Cleemputte              | Katholiek | Gent          | |
| Astère Vercruysse de Solart        | Katholiek | Gent          | |
| Désiré Fiévé                       | Katholiek | Gent          | |
| Louis de Hemptinne                 | Katholiek | Gent          | |
| Joseph Kervyn de Lettenhove        | Katholiek | Eeklo         | |
| Hippolyte Lippens                  | Liberaal  | Gent          | Vervangt vanaf 19 november 1889 de overleden Léon de Moerman d'Harlebeke (Katholiek). |
| Auguste Raemdonck van Megrode      | Katholiek | Sint-Niklaas  | Vervangt vanaf 19 februari 1889 de overleden Theodoor Janssens. |
| Stanislas Verwilghen               | Katholiek | Sint-Niklaas  | |
| Joseph Nicolas Van Naemen          | Katholiek | Sint-Niklaas  | |
| Léon De Bruyn                      | Katholiek | Dendermonde   | |
| Philippe De Kepper                 | Katholiek | Dendermonde   | |
| Gustave Vanden Steen               | Katholiek | Dendermonde   | |
| Gustave Sabatier                   | Liberaal  | Charleroi     | |
| Jules Martin Philippot             | Liberaal  | Charleroi     | Vervangt vanaf 15 april 1890 de overleden Eudore Pirmez. |
| Casimir Lambert                    | Liberaal  | Charleroi     | |
| Victor Gillieaux                   | Liberaal  | Charleroi     | |
| Lucien Giroul                      | Liberaal  | Charleroi     | Vervangt vanaf 14 november 1888 de overleden Emile Vandam. |
| Adolphe Drion du Chapois           | Katholiek | Charleroi     | |
| Ferdinand Noël                     | Katholiek | Charleroi     | |
| Charles-Xavier Sainctelette        | Liberaal  | Bergen        | |
| Edmond Steurs                      | Liberaal  | Bergen        | Vervangt vanaf 8 november 1887 de overleden Jean-Baptiste Pichuèque. |
| Auguste Houzeau de Lehaie          | Liberaal  | Bergen        | |
| Jules Carlier                      | Liberaal  | Bergen        | |
| Arthur Lescarts                    | Liberaal  | Bergen        | |
| Emile Hardy                        | Liberaal  | Bergen        | |
| Gustave Paternoster                | Liberaal  | Zinnik        | |
| Paul Scoumanne                     | Liberaal  | Zinnik        | |
| Jules Thiriar                      | Liberaal  | Zinnik        | |
| Jules Bara                         | Liberaal  | Doornik       | |
| Victor Carbonnelle                 | Liberaal  | Doornik       | |
| Louis Crombez                      | Liberaal  | Doornik       | |
| Idesbalde Defontaine               | Liberaal  | Doornik       | |
| Oswald de Kerchove de Denterghem   | Liberaal  | Aat           | |
| Florimond Durieu                   | Liberaal  | Aat           | |
| Armand Anspach-Puissant            | Liberaal  | Thuin         | Secretaris vanaf 20 november 1888. |
| Georges Warocqué                   | Liberaal  | Thuin         | |
| Louis Gigot                        | Liberaal  | Thuin         | |
| Ferdinand de Macar                 | Liberaal  | Hoei          | |
| Joseph Warnant                     | Liberaal  | Hoei          | |
| Hyacinthe Eugène Cartuyvels        | Katholiek | Borgworm      | |
| Dieudonné Alfred Ancion            | Katholiek | Borgworm      | |
| Walthère Frère-Orban               | Liberaal  | Luik          | |
| Alfred Magis                       | Liberaal  | Luik          | |
| Xavier Neujean                     | Liberaal  | Luik          | |
| Ferdinand Fléchet                  | Liberaal  | Luik          | Vervangt vanaf 3 februari 1887 de overleden Guillaume Fléchet. |
| Emile Dupont                       | Liberaal  | Luik          | |
| Julien Warnant                     | Liberaal  | Luik          | |
| Octave Neef-Orban                  | Liberaal  | Luik          | |
| Émile Jamme                        | Liberaal  | Luik          | |
| Léopold Hanssens                   | Liberaal  | Luik          | |
| Léon d'Andrimont                   | Liberaal  | Verviers      | Secretaris tot 19 mei 1888. |
| Guillaume Peltzer                  | Liberaal  | Verviers      | |
| Charles Léopold Mallar             | Liberaal  | Verviers      | |
| Auguste Loslever                   | Katholiek | Verviers      | |
| Henri de Pitteurs-Hiegaerts        | Katholiek | Hasselt       | |
| Joseph Thonissen                   | Katholiek | Hasselt       | |
| Joris Helleputte                   | Katholiek | Maaseik       | Vervangt vanaf 17 juli 1889 de overleden Prosper Cornesse. |
| François Meyers                    | Katholiek | Tongeren      | |
| Oscar de Schaetzen                 | Katholiek | Tongeren      | |
| Emile Van Hoorde                   | Katholiek | Bastenaken    | |
| Victor Tesch                       | Liberaal  | Aarlen        | |
| Paul de Favereau                   | Katholiek | Marche        | |
| Edmond van der Linden d'Hooghvorst | Katholiek | Neufchâteau   | Van der Linden d'Hooghvorst overlijdt op 5 mei 1890, maar wordt niet meer vervangen. |
| Emmanuel de Briey                  | Katholiek | Virton        | Vervangt vanaf 14 november 1888 Numa Ensch-Tesch (Liberaal), die bij de tussentijdse verkiezingen niet herkozen raakte. |
| Joseph de Riquet de Caraman Chimay | Katholiek | Philippeville | |
| Louis de Baré de Comogne           | Katholiek | Philippeville | |
| Xavier Victor Thibaut              | Katholiek | Dinant        | |
| Jules de Montpellier d'Annevoie    | Katholiek | Dinant        | Vervangt vanaf 31 januari 1890 de overleden Hadelin de Liedekerke Beaufort. |
| Alphonse de Moreau                 | Katholiek | Namen         | |
| Ernest Mélot                       | Katholiek | Namen         | |
| Ferdinand Dohet                    | Katholiek | Namen         | |
| Auguste Doucet de Tillier          | Katholiek | Namen         | |